# Spiritismes
Pour plus de détails, voir Fiche technique et Distribution.
Spiritismes (Seances) est un ensemble de courts métrages franco-canadiens réalisés par Guy Maddin et sortis en 2016.

## Fiche technique
- Titre : Spiritismes
- Titre original : Seances
- Réalisation : Guy Maddin
- Scénario : Evan Johnson, Robert Kotyk, Guy Maddin, Kim Morgan
- Photographie : Benjamin Kasulke
- Montage : John Gurdebeke
- Décors :
- Costumes :
- Musique :
- Son :
- Producteurs : Olivia Cooper Hadjian et Phyllis Laing
- Sociétés de production :
- Sociétés de distribution :
- Pays d'origine :  Canada,  France
- Format : couleur -
- Langue : anglais
- Genre : drame, thriller
- Durée :
- Dates de sorties nationales :
  - France : 2016
  - Canada : 2016

## Distribution
- Charlotte Rampling
- Mathieu Amalric
- Udo Kier
- Geraldine Chaplin
- Maria de Medeiros
- Amira Casar
- Adèle Haenel
- Ariane Labed
- Christophe Paou
- Elina Löwensohn
- Grégory Gadebois
- Jean-François Stévenin
- Mathieu Demy
- Kim Morgan
- Slimane Dazi
- André Wilms
- Jacques Nolot
- Jacques Bonnaffé
- Jean-Baptiste Phou
- Victoire Du Bois

## Projet et réalisation
Initialement, Guy Maddin a pour projet de tourner une centaine de courts métrages en public dans différents lieux du monde, mais revoit le nombre à la baisse faute de moyen et de préparation. Il commence la réalisation en 2012 au Centre Pompidou à Paris par le tournage de dix-sept courts métrages en dix-sept jours. Puis en 2013, douze courts métrages supplémentaires sont tournés à Montréal, au centre PHI,  en treize jours.
Le projet revisite ou rend notamment hommage à différents réalisateurs de l'époque du cinéma muet, tels qu'Erich von Stroheim, Jean Vigo, Mikio Naruse, Alfred Hitchcock, Ernst Lubitsch.
Dans une interview en 2014, Maddin explique que le projet sera diffusé sur Internet via un site interactif hébergé par l'Office national du film du Canada.